# Antony Hopkins
Antony Hopkins, właśc. Antony Reynolds (ur. 21 marca 1921 w Londynie, zm. 6 maja 2014 w Ashridge w hrabstwie Hertfordshire) – brytyjski kompozytor, pianista i pisarz muzyczny.

## Życiorys
W latach 1939–1942 studiował w Royal College of Music w Londynie u Cyrila Smitha (fortepian) i Gordona Jacoba (kompozycja). Uczył się też u Michaela Tippetta w Morley College, gdzie następnie przez krótki czas wykładał. W latach 1952–1964 był dyrektorem muzycznym Intimate Opera Company. Prowadził audycje poświęcone muzyce na falach radia, od 1954 do 1992 roku był autorem cyklu słuchowisk pt. Talking about Music, w 1951 i 1957 za swoją działalność popularyzatorską otrzymał Prix Italia. Opublikował książki Understanding Music (1979), The Nine Symphonies of Beethoven (1980), The Concertgoer’s Companion (2 tomy, 1984 i 1986), Sounds of the Orchestra (1993) i The Seven Concertos of Beethoven (1996). Otrzymał tytuł komandora Orderu Imperium Brytyjskiego (1976).
Pisał muzykę na potrzeby radia, telewizji i teatru. Tworzył małoobsadowe opery, często tylko dla kilku wykonawców i pianisty, zazwyczaj pisane pod konkretnych śpiewaków. Muzyka instrumentalna w jego twórczości odgrywa marginalną rolę.

## Wybrane kompozycje
(na podstawie materiałów źródłowych)

### Utwory kameralne
- Kwartet smyczkowy (1943)
- 2 suity na flet prosty i fortepian (1943, 1952)
- Concerto na flet prosty i fortepian (1944)
- Nine Epigrams na skrzypce i fortepian (1944)
- Sonata na altówkę i fortepian (1945)
- Fantasy na altówkę i fortepian (1946)
- Prelude, Fugue and Rondo na 2 skrzypiec (1948)
- Partita g-moll na skrzypce solo (1949)
- Fantasy na klarnet i fortepian (1952)
- 3 sonaty fortepianowe (I 1942, II 1944, III 1948)

### Utwory wokalno-instrumentalne
- Three Terzetti na 2 soprany i violę d’amore (1944)
- kantata The Crown of Gold na 3 głosy, kwartet smyczkowy, róg i fortepian (1944)
- kantata A Humble Song to the Birds na sopran lub tenora i fortepian (1945)
- A Wedding Cantata na tenora i małą orkiestrę (1948)
- Scena na sopran i orkiestrę smyczkową (1949)
- The Cutty-Sark na bas-baryton, chór, smyczki, fortepian i perkusję (1951)
- John and the Magic Music Man na narratora i orkiestrę (1977)

### Opery
- Lady Rohesia (1947)
- The Man from Tuscany (1951)
- opera kameralna Christmas Story (1954)
- Ten o’clock Call (1956)
- opera kameralna Hands across the Sky (1964)
- A Time for Growing (1967)
- Rich Man, Poor Man, Beggar Man, Saint (1968)
- opera dla dzieci Dr. Musicus (1970)

### Balety
- Etude – Mirages (1947)
- Café des Sports (1954)